# Documenta 13
dOCUMENTA (13) est la treizième édition des expositions quinquennales documenta, présentant l'art moderne et contemporain à Cassel en Allemagne. L'exposition s'est déroulée du 9 juin 2012 au 16 septembre 2012, centrée sur le thème de l'émancipation de l'art et du leitmotiv « Collapse and Recovery » (en français : « Effondrement et Reconstruction »). Le commissariat de l'événement était confié à l'Américaine Carolyn Christov-Bakargiev, également conservatrice du musée Castello di Rivoli de Turin, en Italie.
Bien que la majeure partie des installations et des expositions aient pris place à Cassel, dOCUMENTA (13) était située, physiquement et conceptuellement, dans trois autres lieux : Alexandrie/Le Caire (Égypte), Kaboul (Afghanistan) et Banff (Canada), où des séminaires et conférences prolongeaient la réflexion sur le rôle social de l'art contemporain.

## Ouverture
Le 21 juin 2010, deux ans avant l’ouverture de la dOCUMENTA (13) et à l'inverse des habitudes, la première œuvre fut présentée en public. Il s'agissait de la sculpture Idee di Pietra (« Vues d’une pierre ») de Giuseppe Penone. Ce dernier est un représentant du mouvement artistique « Arte Povera » et il est un participant habitué de la dOCUMENTA. Son œuvre se trouve dans le Parc Karlsaue. Il s’agit d’une sculpture en bronze ayant la forme d’un arbre. Dans la partie supérieure se trouve une grosse pierre. La pointe s’élève à presque neuf mètres. Un véritable petit arbre pousse à côté de la sculpture. Penone était sur place et a présenté son œuvre.
Le jour du solstice d'été (Sommersonnenwende) a été délibérement choisi comme date pour cette cérémonie. Les responsables ont vu l’événement comme une contribution à l’histoire de la sculpture en plein air dans le cadre des expositions de la documenta. Ils l’ont considéré notamment comme une préparation à l’ouverture officielle.
Le 9 juin 2012, le président de la République fédérale d'Allemagne, Joachim Gauck, a inauguré l’exposition.
Une rétrospective de l'artiste italien Fabio Mauri (1926-2009), intitulée The End, est présentée aux publics.

## Lieux

### Le Fridericianum

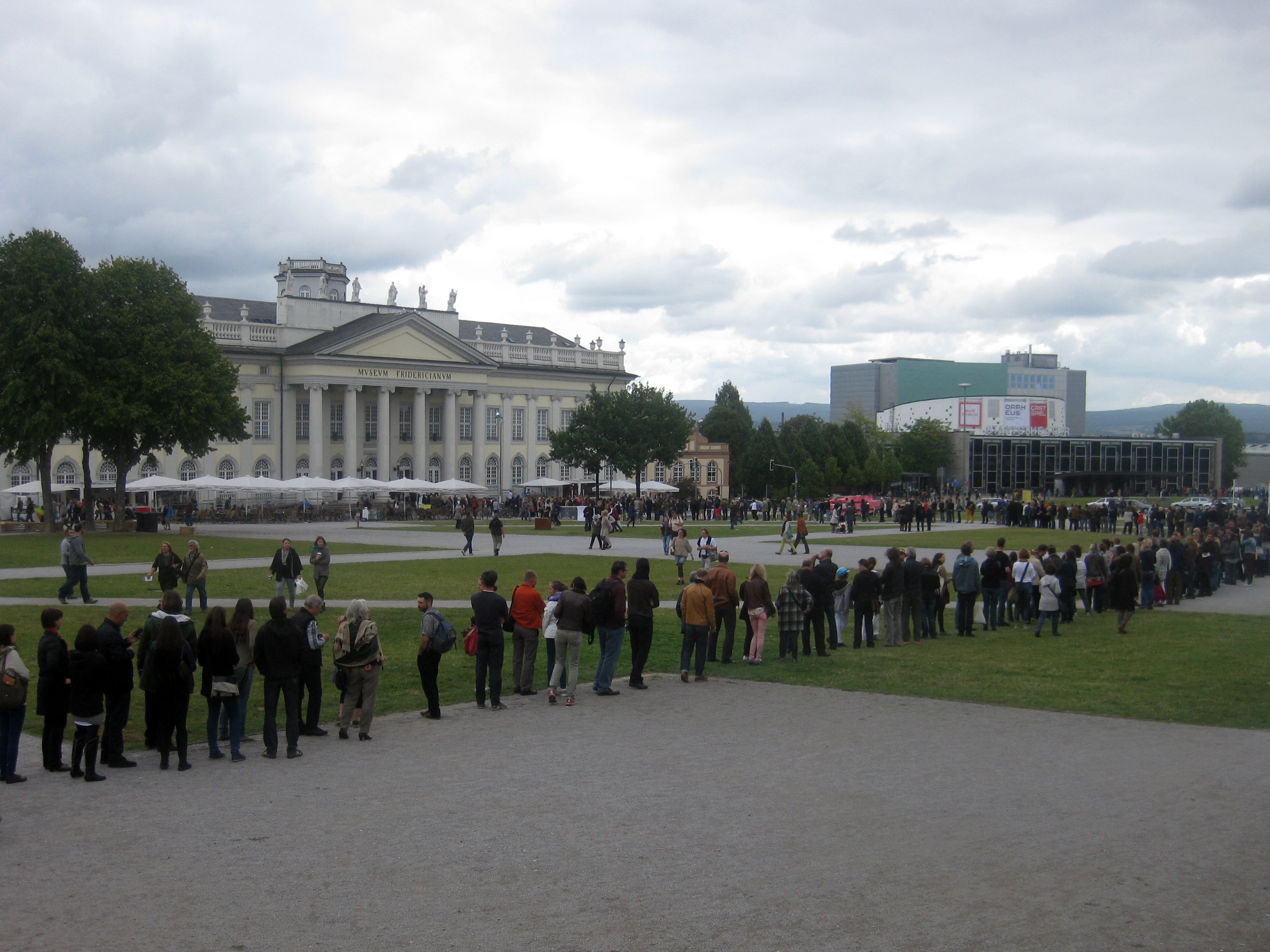
L'exposition au Fridericianum, le 14 septembre.

Le Fridericianum est un bâtiment du XVIIIe siècle qui se trouve sur la Friedrichsplatz au cœur du centre-ville de Cassel. Dans le Fridericianum, on a pu voir les œuvres de trente-deux artistes dont certains très connus comme Lawrence Weiner (USA), Man Ray (USA), Judith Hopf (Allemagne).
La Documentahalle existe depuis la 9e édition de la dOCUMENTA (1992). Cette salle est située sur la Friedrichsplatz, à côté du théâtre et en face du Fridericianum. Une des œuvres d'art est composée à partir de moteurs ouverts. On peut y entendre des sons combinés à des oraisons chrétiennes.
L'artiste de cette exposition est Thomas Bayrle (Allemagne).

### La gare centrale
Après sa destruction pendant la Seconde Guerre mondiale, on a reconstruit la gare dans le style des années 1950 sur un projet de Bali GmBH, Caricatura, Deutsche Bahn AG, crep D et d'autres. Pendant la dOCUMENTA (13), on y trouvait une installation sonore sur les voies. C'était une idée de Susan Philipsz.

### L'Ottoneum
Dans le musée de l'Ottoneum, l'artiste américain Mark Dion a reconstruit comme une « œuvre d'art - présentation scientifique » le cabinet hexagonal qui abrite la bibliothèque de bois de Carl Schildbach ; il a ajouté cinq volumes de bois exotiques symbolisant les autres continents non représentés dans la collection originelle et un sixième volume, de chêne, rappelant les 7 000 chênes plantés à Cassel par Joseph Beuys entre 1982 et 1987 pour documenta 7 et 8.

## Conflit avant la dOCUMENTA (13)
En mai 2012, avant même l’ouverture, une sculpture de l’artiste Stephan Balkenhol déclencha un conflit. Celle-ci se trouvait dans une autre exposition sur le clocher de l’église Sainte Élisabeth à Cassel. L’évêché de Fulda avait posé la sculpture, habillée en noir et blanc avec les bras étendus, sur une boule dorée. Carolyn Christov-Bakargiev, la directrice de la dOCUMENTA (13), avait souligné la qualité artistique de l'œuvre mais, pour elle, la sculpture dérangeait l’exposition car la statuaire humaine n’y avait pas de position centrale. L’église ignora cela et maintint son installation.
La direction de la dOCUMENTA aurait déjà empêché une installation de l’artiste Gregor Schneider. Ce dernier voulait installer des reliquats[pas clair] d’une fête à Calcutta. Dans une interview avec le Rheinischen Post il déclara : « Le comportement de la documenta fait honte et me laisse sans voix. »

## Occupy pendant la dOCUMENTA (13)
Comme à beaucoup d’autres endroits dans le monde, le mouvement Occupy s’est aussi installé à Cassel pendant la dOCUMENTA. Les manifestants, qui ont fait du camping devant le Fridericianum dans le centre de Cassel, luttaient contre le capitalisme en écrivant par exemple des mots comme « avidité », « morgue » ou « avarice » sur les tentes.
Le comité directeur de la dOCUMENTA et la directrice artistique Christov-Bakargiev ont accepté la situation et ont décidé de ne pas faire évacuer le camp.

## Participants
Plus de trois cents personnes ont participé, en provenance d’une cinquantaine de pays. Ce sont aussi bien des artistes contemporains que des artistes morts (par exemple Korbinian Aigner), des inventeurs (Konrad Zuse), des scientifiques (Anton Zeilinger), des chorégraphes (Jérôme Bel) ; et quelques objets de la guerre civile libanaise. Aussi la direction et quelques organisateurs y sont compris[pas clair].

### Artistes participants
Quelques artistes notables — selon le site officiel : 
- Lida Abdul
- Bani Abidi
- Etel Adnan (née en 1925)
- Korbinian Aigner
- Vyacheslav Akhunov
- Barmak Akram
- Khadim Ali
- Jennifer Allora et Guillermo Calzadilla
- Maria Thereza Alves (née en 1961)
- Francis Alÿs
- Ayreen Anastas
- and and and
- Mohammad Yusuf Asefi
- Doug Ashford (né en 1958)
- Tarek Atoui
- Kader Attia
- Julie Ault (née en 1957)
- Massimo Bartolini (né en 1962)
- Gordon Bennett (1955-2014)
- Mariana Castillo Deball (née en 1975)
- Mark Dion (né en 1961)
- Jimmie Durham (né en 1940)
- Matias Faldbakken (né en 1973)
- Mario Garcia Torres (né en 1975)
- Fernando García-Dory (né en 1978)
- Mariam Ghani (née en 1978)
- Horst Hoheisel (né en 1944)
- Pierre Huyghe (né en 1962)
- Emily Jacir (née en 1970)
- William Kentridge (né en 1954)
- Erkki Kurenniemi (né en 1941)
- David Link (né en 1971)
- Nalini Malani (née en 1946)
- Giuseppe Penone (né en 1947)
- Claire Pentecost (née en 1956)
- Ana Prvacki (née en 1976)
- Paul Ryan (né en 1943)
- Jalal Toufic (né en 1962)
- Ian Wallace (né en 1943)
- Lawrence Weiner (né en 1942)
- Anton Zeilinger (né en 1945)
- Konrad Zuse (1910-1995)
- Tino Sehgal (né en 1976)
- Oliver Weber (né en 1970)

### Autres participants
- Arjun Appadurai (né en 1949)
- Franco Berardi Bifo (né en 1949)
- Bruno Bosteels (né en 1967)

## Budget
Le budget de l'édition 2012 était de 25,6 millions d'euros ; la moitié de ces dépenses était couverte par la billetterie, la vente de catalogues et les partenariats, le reste étant fourni par la ville de Cassel (4,4 millions), le land de Hesse (4,4 millions) et l'État allemand (4 millions).